# Núbiai A csoport
A núbiai A csoport az első ismert endemikus núbiai kultúra régészeti elnevezése. George Andrew Reisner, a tipológia első kutatója (1907-től) nevezte el 1910-ben, mivel írásos emlékei nincsenek, saját neve nem ismert. Az A csoporttal egykorú a Kerma kultúrát megelőző felső-núbiai pre-Kerma-kultúra, amely azonban még a C csoport (és a hipotetikus B csoport) alsó-núbiai kultúrperiódusait is lefedi. Az egyiptomiak által Uauat és Irtjet néven nevezett Alsó-Núbiában körülbelül i. e. 3500-tól az egyiptomi IV. dinasztia koráig, tehát egy évezrednél hosszabb időn át létezett, párhuzamosan az egyiptomi államot kialakító Nagada-kultúrával, majd az első dinasztikus időkkel. Az A csoport szinte kizárólag a temetőiből ismert, lakhelyeiket alig találták meg. Ma már nem kerülhetnek elő, mivel elterjedésének körzetét a Nasszer-tó vize fedi. Ebből a tényből következően az A csoport terepi kutatása lezártnak és véglegesnek tekintendő.

## Általános jellemzői
Mintegy 75 temető alapján lehet az A csoport kultúráját megismerni. A sírmellékleteik gazdagok, változatosak. Általánosan jellemzők a geometrikus mintájú kerámiaedények, elefántcsont ékszerek, kövekből csiszolt gyöngyök, amulettek, vörös-tengeri kagylóhéjak, kő- és később rézeszközök, paletták és kultikus női szobrocskák. A saját gyártmányú edények jellegzetes darabjai a kúpos tálak, amelyeknek kúpszerűen hegyes aljuk és felfelé parabolikusan ívelt testük van. A kerámia gyakran nagyon finoman megmunkált, vékony falú edény („tojáshéj áru”). Gyakori díszítés a geometrikus mintákkal karcolt felszín.
A kereskedelem már a legkorábbi időkben ismert volt körükben, amit nem csak a kagylóhéjak, hanem a Nagada-kultúra jellegzetes edényei, sőt szíriai kerámia is bizonyítanak. Egyiptommal az i. e. 3000 körüli időszakban volt a legélénkebb a kereskedelmi kapcsolat, a kezdetektől eddig a korig az A csoport folyamatos és töretlen fejlődése tapasztalható. A kereskedelem ellenőrzése politikai szerveződéssel járt, a közösségi vezetők a közvetítő kereskedelem révén nagy vagyonra tettek szert. Az elefántcsont, a különböző keményfafajták, drágakövek és arany (elsősorban fehérarany formájában), valamint a szarvasmarha értékmérőként funkcionálhatott. A szoros egyiptomi kapcsolatokra bizonyíték, hogy az A csoport kerámiái is megtalálhatók a neheni temetőben. Núbiai cserép még a nagy fogadalmi letétben, a neheni predinasztikus templom (HK29A) leletei között is volt.
A 0. dinasztia idején az A csoport temetői még Asszuántól 10 kilométerre északra is megtalálhatók (Kubanija). Délen a Nílus második zuhatagának környéke, Szemna és Kumna vidékéig terjed. A következő periódusban az országegyesítő királyok hadjáratokat kezdtek délen is vezetni. Dzser király feliratai a Vádi Halfa környékén katonai expedíciókról árulkodnak.
Az A csoport általános jellemzője a kis népességszám. Becsült populációjuk nem több, mint 20 000 lakos, akik az ártér melletti kistelepüléseken éltek. A kevés ismert ház általában kő alapozású, de talán csak azért, mert ezek tudtak fennmaradni. Valószínűleg sárkunyhókat építettek, illetve később sártégla falazatokat, és a települések az ártéren álltak, ezért a víz mindent elmosott. Állattenyésztő népesség volt. A nagyállattartás a térségben nem működött megfelelően a legelők hiányában, ezért kecske- és juhtenyésztés volt a fő profil. A földművelés is jelen volt, bár kisebb jelentőséggel. A lakhelyük vidékén a termőföldek korlátozott méretűek és viszonylag rosszak voltak, ennek ellenére a gabonafélék és hüvelyesek termesztése az idő haladtával egyre fontosabbá vált. A halászat és vadászat kiegészítő élelmiszerforrásként mindig jelen volt. A kultúra fejlődésében az egyiptomi elemek terjedése játszik főszerepet. A társadalom korán differenciálódott, a korszak végén nagyon hangsúlyossá vált.
A ruházat és a sírmellékletek az A csoport kultúráját összekötik a közvetlenül megelőző neolitikum tárgyi leleteivel, és arra utalnak, hogy bizonyos fokú kulturális folytonosság tehető fel. A núbiaiak ekkor továbbra is vadásztak, halásztak. Nagyállattartásuk csak kis mértékű a legelőhiány miatt, a szarvasmarhatenyésztés a modern maszájok legelőváltó, félnomád életmódjához hasonló lehetett. A sírokban számos festett marhabőr ruhát találtak. Ritkábban viseltek vászonruhákat is, de ezt az alapanyagot – vagy a készárut – teljes mértékben importálniuk kellett, mivel lent nem termesztettek.
A bőrruházat változatos, a hosszú köntöstől a rövid szoknyán át a hímvesszőt burkoló tokig terjedt. Ezeket övekkel szorították a testhez. A ruhadíszek csontból vagy importált fajanszból készült gyöngyök voltak. Egyes esetekben bőrsapkát is viselhettek. A sapkadivat még a Kerma kultúra idején is fennmaradt.
Ékszereik gyöngyből fűzött karkötők és nyakláncok. Luxuscikként a strucctojás héja és elefántcsont tűnik fel. Az ujjaikra néha gyűrűket húztak, de ez ritka a leletanyagban. A paletták, fésük és hajtűk a mindennapi szépészeti eszközökhöz tartoztak. Az elit tagjai a szajalai temetőben csillámból készült tükrökkel, palettákkal és aranyburkolatos nyelű ünnepi buzogányokkal temettették magukat. A női és férfi sírok között nincs különbség a mellékletekben.

## Társadalom
Temetőikben i. e. 3300 körül már megjelenik a helyi előkelőség. Sírjaik általában ovális, körülbelül egy méter átmérőjű gödrök, amelyekben a halottat embrió pózban temették el, arccal nyugat felé fordítva, a kortárs neheni és nagadai temetőkben látottnak épp az ellenkezője. A sírmellékletek sokszor nagadai jellegűek, ennek legnyilvánvalóbb példája a paletták megjelenése. Az A csoportban erős túlvilághit létezett.
Az egyiptomival párhuzamosan – sőt némiképp előbb – a társadalom felső szintjén megjelentek a „főnökök”. A kusztuli L temetőben az elit sírok hosszú, téglalap alakú aknák, egyik oldalán kamrával és egy kőből készült áthidaló födémgerendával. A sírok körül gyakran szarvasmarhákat is eltemettek. Érdekes párhuzamként a neheni elit temetőben (HK6) is előkerült egy szarvasmarhával kísért temetkezés (2-es sír).
Egy lehetséges magyarázat a hasonló fejlődésre, fejlettségi szintre, társadalomra és kultúrára, hogy az A csoport és a predinasztikus Egyiptom között egyfajta erőegyensúly volt. Ezek a núbiaiak nem az árnyékban éltek Egyiptomnak, nem voltak gyarmati alárendeltségben.

## Temetői
A legtöbb sírt Szajala és Kusztul temetőiben tárták fel. A sírgödrök átlagos mérete 1,62–3,54 m² körüli. Az A csoport sírjai – különösen a gazdag sírok – fedelet kaptak szárított agyagtéglából készítve vagy kőlapokkal lezárva. A halottakat rendszerint „kiterítve”, azaz egyenes helyzetben temették el – ellentétben az egyiptomi embriópózzal –, a kezet az arc elé helyezték. A sírokat gyakran kísérik állattemetkezések, a leggazdagabbak szarvasmarhát, a szegényebbek kecskét, juhot temettettek el.
Az A-sírok rituális szertartásokra is bizonyítékokat szolgáltattak. Gyakori a szándékosan összetört kerámia és az ételáldozat.
A csontmaradványok alapján a biológiai rokonság kutatása és paleopatológiai vizsgálatok is folytak. 1963–1964-ben egy skandináv expedíció kifejezetten ebből a célból tartott ásatásokat a térségben, a leletanyagot a Koppenhágai Egyetem antropológiai tanszékén tanulmányozták.
Az egyetem publikációi szerint a populációban kevésbé jelentős mértékű volt a fogszuvasodás és a periapikális tályogok, mint a C csoportnál. A kevésbé súlyos fogkopások már önmagában is a kisebb jelentőségű mezőgazdaság mellett a vadászat és gyűjtögetés elsődleges szerepét mutatja. A későbbiekben ugyanis a gabona őrlése során nagy mennyiségű kőzettörmelék került a lisztbe, amelyből a kenyeret sütötték. Ugyanakkor a koponyák jellegzetes elváltozásai a gyakori vérszegénységre utalnak.
A csontvázak vizsgálatai meglepő eredményt hoztak azok számára, akik az i. e. 3000-től kezdődő kiüresedés és az A csoport teljes eltűnése mellett foglaltak állást. A koponyák statisztikai adatai és a fogorvosi nem metrikus tulajdonságok alapján a biológiai folytonosság feltételezhető, vagyis helyi fejlődés alakította az A csoportot C csoporttá. Az eljárás még megkérdőjelezhető, mert a vizsgált minta viszonylag kis számú, néhány száz csontváz volt.

## Alszakaszai
Az A csoport kultúráját három fázisra különítik el, a korai, középső és végső szakaszokra. Nem tévesztendő össze a korai, középső és késői núbiai korokkal, amelyek közül a korai núbiai kor az A csoporttól a C csoportig terjedő időszak neve.

### Korai A csoport
A korai A csoport Alsó-Núbia északi részén települt, és a Nagada I kultúra második szakaszával (Ib, Ic), valamint a Nagada II korai szakaszával (IIa és talán IIb) egykorú. A leggazdagabb temető Khor Bahan település mellett található. Ebben a szakaszban egy másik szudáni neolitikus kultúrával párhuzamos, az Abkan kultúrával, amely második zuhatag környékén uralta a régiót. A predinasztikus Egyiptom és a korai A csoport közti kapcsolat nem teljesen tisztázott.

### Középső A csoport
Az A csoport második szakasza egykorú az egyiptomi Nagada II IIc és IId periódusaival. Alsó-Núbiától a második zuhatagig egy érett és egységes kultúra képét mutatja. Jellemző az élénk egyiptomi kapcsolat, a közvetítés Alsó- és Felső-Núbia között. A középső periódus töretlen folytatása a korainak, és szintén folytonosan megy át a késeibe.

### Kései A csoport
A núbiaiak egyik legrégebbi feliratos emléke egy piktografikus felirat a Gebel Sejk Szulejmán dombon, a mai egyiptomi-szudáni határon. A felirat képregényszerűen meséli el, ahogyan egy skorpió jellel azonosított ember fogságba ejt egy másikat. Ennek núbiai származását egy toll mutatja, amelyet a fejére rajzoltak. Egy másik feliraton egy íj és egy állat farka jelenik meg, ez szintén az ellenség núbiai voltára utal. E feliratok jelzik, hogy a korai Egyiptom számára Núbia már katonai célpont is volt.
A kései A csoport az Nagada III kultúrával egyidőben indul, vagyis egyidős az egyiptomi államalapítással, a 0. dinasztia és I. dinasztia váltásával. Kulturális és gazdasági csere révén az A csoport gyakorlatilag betagozódott a Nílus-völgy kultúrájába. Az általános jólétet a népességnövekedés tükrözi.
Alsó-Núbia déli része kifejezetten gazdag. Nagy számú, gazdag temetőket tártak fel, ahol erős női dominancia figyelhető meg. A falusi temetők mellett sok az elit temető. A központ Kusztul közelében volt, a jelenlegi szudáni-egyiptomi határon. Itt a chicagói Keleti Intézet egy elit temetőt tárt fel, kiváló minőségű sírmellékletekkel. Az egyik sír elérte a 34 m²-es méretet is, és fa ácsolat nyomait találták felette, vagyis az Umm el-Kaáb predinasztikus sírjaihoz hasonló.

### A kusztuli L temető
A kusztuli L temetőt Keith C. Steele tárta fel 1964 januárjától.
A temetőt körülbelül Hór-Aha és Dzser egyiptomi királyok ideje előtt kezdték használni, a sírmellékletek alapján a korai és középső időszaka a késői predinasztikus korral egyidős. A Nagada II-re megtévesztésig hasonló, világos alapszínű, sötét festésű, nonfiguratív díszítésű edényeket használtak. A korai sírokban, mint például az L 24-es, a kerámia- és kőedények az egyiptomi I. dinasztia előttiek. Az L temetőben már a 0. dinasztia királyainak palotahomlokzatos szerehjei is megtalálhatók. Érdekessége a temetőnek, hogy korai időszakában nagyobb és gazdagabb sírokat tartalmaz, mint Peker, a predinasztikus királyok temetője. A sírmellékletekben gyakoriak a gránát- és jáspisgyöngyökből fűzött láncok, és a helyi kerámiák, mint a csiszolt felületű, mázas, kúpos tálak (vázák). Ez utóbbiakra jellemző, hogy az alapanyag világos, sötétbarna festékkel festették őket, a mintázatuk pedig szinte mindig sűrű, geometrikus ábra. Előfordul sávokba rendezett, halszálkás minta, sorokban álló váltakozó sötét-világos háromszögek, vagy vékony keresztvonalkázás. Palából készített paletták és kő buzogányfejek is előkerültek.
A nagyméretű sírok egymás után keletkeztek, párhuzamosan az abdzsui temetővel, egészen II. Ka idejéig. Ezek a sírok nagyjából ugyanazt a koncepciót követik, mint a B-1/2 (Iri-Hór), a B-7/9 (I. Ka), vagy a B-16/17 (Narmer) nyughelyei, csak korábbiak azoknál. Egy sírkamra, egy ahhoz kapcsolódó árok, valamint egy tárológödör. Töredékesen maradtak fenn a kirabolt sírok mellékletei, de hatalmas vagyonokról árulkodnak. Az L 24-es sírból ezer festett tál, száz kőedény, 22 nagy tároló edény és egyéb tárgyak kerültek elő, szokatlan számban és minőségben. Archaikus jellegű szerehekbe írt, ismeretlen vagy kevéssé ismert királynevek is feltűnnek a sírokban, mint például Hórpenabué. I. e. 3000 körüli egy különleges, kúpszelet alakú pecséthenger (ezzel íves pecsétnyomatot lehet készíteni), amely egyben tömjénégető is. Ezen két hajót, embereket, több állatot, egy halat és egy meghatározhatatlan állatot, valamint egy palotahomlokzat-motívumot ábrázoltak. A pecsétkúp alapanyaga egyiptomi import mészkő, de a faragvány núbiai. A hajóábrázolás alapján a tulajdonos jómódú és nagy hatalmú ember volt, a hajó rajza rendkívül hasonlít a Núbiában gyakran előforduló sziklarajzok stílusához. A hal talán nílusi sügér (Lates niloticus). Az azonosítatlan állat leginkább páviánra hasonlít, de a fejre rajzolt két, tüskeszerű „fül”(?) kérdésessé teszi. Ehhez hasonló ábrázolás Egyiptomból nem ismert. A legfontosabb azonban az egyik hajón álló emberalak, aki egyiptomi mintájú álszakállt visel, így a núbiai királyság első bizonyítékának tekintik.
A korai núbiai királyság feltételezése alapvetően módosíthatja a predinasztikus Egyiptom történelmére vonatkozó eddigi nézeteket.

## A kultúra vége
Az A csoport eltűnt röviddel azután, hogy az L temetőben felhagytak a temetkezéssel. A kultúra eltűnése az ókortörténet egyik legkérdésesebb pontja. Van olyan szakértő, aki az i. e. 3000-es dátum után már nem beszél A csoportról. Mások még az i. e. 25. században is elképzelhetőnek tartják jelenlétüket. Már Reisner feltette a B csoport bevándorlását, hogy a hézagot kitöltse és a térség e fél évezredből származó leleteit kultúrához tudja kötni. Az bizonyos, hogy a Nílus első és második zuhataga közötti térségben a lélekszám alaposan lecsökkent, a korábbi gazdag temetőknek nyoma sem maradt. Ebből következően összehasonlító anyag sem áll rendelkezésre, amelynek alapján az A csoport túlélésére és fokozatos eltűnésre, vagy drámai eseményekre lehetne következtetni. Van olyan feltevés, amely szerint az A csoport az éghajlat szárazabbá válása és az amúgy is kevés legelőterület további csökkenése miatt a harmadik zuhatagon túlra vonultak.
Az A csoport kultúrája az I. dinasztia korában nagyon gyorsan feloldódott az egyiptomiban. Az egyiptomi királyok gyakorolták a déli kereskedelem teljes ellenőrzését, ezzel a nyersanyagok cseréjét is. A lakosság talán visszatért a nomád életmódra, mindenesetre kevés emlék maradt hátra e periódusból. Dzsertől i. e 2400-ig nagyon kevés bennszülött núbiai települést és temetőt találtak, Hór-Aha szintén nagyszabású hadjáratokról emlékszik meg felirataiban. I. e. 2900-tól gyakorlatilag csak a második zuhatag néhány kisebb lelőhelye maradt meg, de ezeknek is bizonytalan az A csoportba tartozása. Egy egyiptomi település volt Buhen mellett, de kora ismeretlen, IV- vagy V. dinasztia korú lehet.
Sznofru az első, aki hatalmát a közvetlen folyamvölgyön kívüli területekre is kiterjesztette. A korábbi uralkodók expedíciói rablókalandok, védekező-,  megelőző hadjáratok, vagy kolonizáló kísérletek voltak. A Sínai-félsziget biztosan Sznofru érdekszférájába tartozott, de lehet, hogy a Dél-Kánaán is. Délre is vezetett hadjáratokat, melyek eredményeit büszkén említi felirataiban. Núbiában Haszehem óta nem volt egyiptomi hadjárat – és ha a palermói kő adatainak hinni lehet –, a Sznofru déli hadjáratában ejtett hétezer fogoly és 200 000 lábasjószág (és a ki tudja hány legyilkolt) hatalmas veszteséget jelenthetett a núbiaiak számára. A felirat a király tizenkettedik, vagy huszonkettedik uralkodási évéről a következő: „Neheszi szétverése. 7000 fogoly és 200 000 nagyobb-kisebb állat hozatala”. A Neheszi kifejezés itt Alsó-Núbiát takarja.
Reisner i. e. 2680-ra tette a núbiai A csoport korának végét, de könnyen elképzelhető, hogy Sznofru hadjárata okozta ezt, és inkább 2600 körüli a megfelelő dátum. Az is elképzelhető azonban, hogy az A csoport eltűnése valóban megelőzte a hadjáratot: a núbiai népfogyatkozást okozó tényezők (új, vándorló népcsoport – B csoport?, szárazság, vagy bármi más) tette lehetővé az egyiptomi agressziót.
A térség pacifikálása jó adag diplomáciai készséget igényelhetett Tény, hogy Sznofru fia, Hufu alatt már működött az egyik legfontosabb núbiai kolónia, Buhen. A buheni rézolvasztó mintegy kétszáz esztendőn át folyamatosan üzemelt. A kapcsolatok alapjában véve békésnek mondhatók maradtak, a IV. dinasztia sorra következő uralkodói egymás után küldték el kereskedelmi expedícióikat, melyeket legtöbbször Abu hercegei vezettek. Abu kormányzói a „Dél kapujának őre” sokatmondó címet viselték.

## Külső hivatkozások
- Hans-Åke Nordström: The Nubian A-Group
- Early States and the A-Group 'Proto-Kingdom' Archiválva 2009. március 2-i dátummal a Wayback Machine-ben
- Bruce Breyer Williams: The A-Group Royal Cemetery at Qustul, Cemetery L
- Maria Gatto: Hunting for the Exclusive Nubian A-Group People; Renée Friedman: Setting the Scene
- Nubian Cultures: A and C-Group
- Early Burials: A-Group and C-Group Archiválva 2011. július 27-i dátummal a Wayback Machine-ben
- Nubian Chronology
- The Exhibit of Nubian Antiquities
- Nancy C. Lovell: Nubian A- and C-Groups
- Maria Carmela Gatto: The Nubian A-group: a reassessment